# Guevaria
Guevaria é um género botânico pertencente à família Asteraceae.
O género é composto por 5 espécies descritas e aceites.
Os membros deste género são originários da América do Sul, podendo ser encontrados no Equador e Perú.

## Descrição
As plantas deste género só possuem disco, sem raios florais, e as pétalas são de cor branca, ligeiramente amarela-esbranquiçada, rosa ou roxo (nunca de uma completa cor amarela).

## Taxonomia
O género foi descrito por R.M.King & H.Rob. e publicado em Phytologia 29: 259., no ano de 1974.

## Espécies
As espécies aceites neste género são:
- Guevaria alvaroi R.M.King & H.Rob.
- Guevaria loxensis (S.F.Blake & Steyerm.) R.M.King & H.Rob.
- Guevaria micranthera H.Rob.
- Guevaria sodiroi (Hieron. ex Sodiro) R.M.King & H.Rob.
- Guevaria vargasii R.M.King & H.Rob.